# Pentax MZ-5/ZX-5
La Pentax MZ-5/ZX-5 è una fotocamera reflex 35mm autofocus prodotta dal 1995 al 1997, quando è stata sostituita dalla MZ-5n.
È la prima fotocamera di un trio di modelli, facile da distinguere tra le altre MZ, che comprende con lei la MZ-3 e la MZ-5n, caratterizzato per l'impostazione rétro dei comandi, con selettori a ghiera che ne esaltano la semplicità d'uso nel controllo manuale, senza escludere la possibilità di essere utilizzata in pieno automatismo, semplicemente posizionando i selettori dei tempi e del diaframma (quest'ultimo è posizionato sull'obiettivo) sul modo "A".
È stata commercializzata nel Nordamerica con la denominazione ZX-5, analogamente alle altre fotocamere Pentax della serie MZ, che in questo mercato hanno acquisito la denominazione ZX.